# Percy Grainger

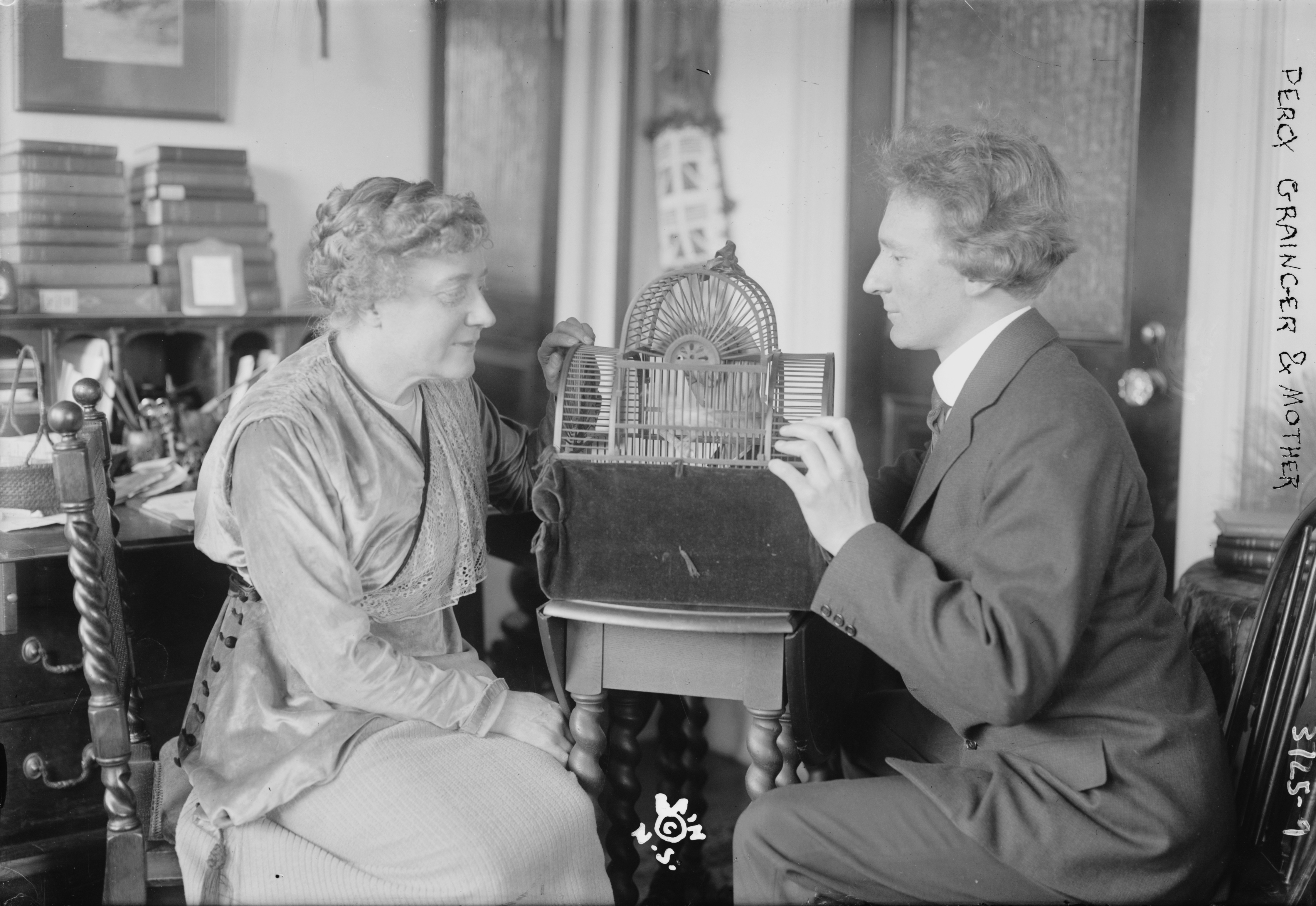
Percy Grainger en zijn moeder Rose

Percy Aldridge Grainger (Brighton, bij Melbourne, 8 juli 1882 – White Plains, New York, 20 februari 1961) was een in Australië geboren pianist, componist, dirigent en saxofonist. Hij werd geboren als George Percy Grainger. Aldridge was de achternaam van zijn moeder.

## Levensloop
Hij studeerde in Australië piano bij Louis Pabst. In 1895 vertrok zijn moeder Rose Aldridge Grainger met hem naar Europa, en hij studeerde verder aan het Dr. Hoch’s Konservatorium in Frankfurt am Main. Daar kreeg hij pianoles van James Kwast. Ook Ferruccio Busoni was korte tijd zijn leraar. Door het gebruik van onregelmatige en meestal ongebruikelijke maatsoorten kwam in deze tijd zijn ambitie als experimentator naar voren.
Als concertpianist reisde hij vanaf 1900 door Europa. Tussen 1901 en 1914 woonde hij in Londen en was vanaf 1906 bevriend met Edvard Grieg, die hem beïnvloedde. Hij raakte in deze tijd ook geïnteresseerd in het verzamelen en vastleggen van volksliederen uit het landelijke Engeland. Daarnaast begon hij ook zelf te componeren.
Bij het uitbreken van de Eerste Wereldoorlog in 1914 ging Grainger naar de Verenigde Staten, waar hij een verzoek indiende om Amerikaans staatsburger te worden. Toen de Verenigde Staten in 1917 bij de oorlog betrokken raakten, meldde hij zich als militair musicus aan en voegde zich bij een militaire kapel - aanvankelijk als saxofonist - die hij later dirigeerde. Met deze kapel gaf hij talrijke concerten. Hij reisde uitgebreid in Noord-Amerika, Europa, Zuid-Afrika en Australië en bezocht diverse landen meerdere malen.
In 1918 werden hij tot Amerikaan genaturaliseerd.
Zijn pianowerk Country Gardens bracht hem ook als componist de doorbraak en werd een hit, maar Grainger verafschuwde het nummer in toenemende mate. Toen het hem financieel beter ging, vertrok hij met zijn moeder naar de welvarende New Yorkse voorstad White Plains. Maar de gezondheid van Rose Grainger ging achteruit en zij pleegde in 1922 zelfmoord.
In hetzelfde jaar reisde Grainger naar Denemarken om daar volksmuziek te verzamelen. Later maakte hij hiervan orkestversies die behoren tot de belangrijkste van zijn werken.
Van 1919 tot 1931 doceerde hij aan het Music-College in Chicago.
In november 1926 leerde hij de Zweedse kunstenares en dichteres Ella Ström kennen. Ze verloofden zich onmiddellijk en trouwden in 1928. Het huwelijksfeest was een belangrijk en opmerkelijk gebeuren in de Hollywood Bowl. Grainger gaf een concert voor 20.000 toehoorders met een orkest van 126 musici en een koor, die zijn nieuwste compositie To a Nordic Princess uitvoerden.
Van 1932 tot 1933 werd hij decaan voor muziek aan de particuliere New York-universiteit. Hij zette jazz in het leerplan en trok Duke Ellington aan als docent. Het werk beviel hem echter niet, omdat hij de universiteit te formeel vond.
Vanaf 1933 woonde hij met zijn vrouw in Melbourne om daar de oprichting van het Grainger Museum voor te bereiden. Met een onderbreking voor een bezoek aan Engeland in 1937-1938 bleven ze daar tot 1940.
In dat jaar vertrokken de Graingers naar Springfield, Missouri, vanwaar Grainger op reis ging om in de Tweede Wereldoorlog een reeks militaire concerten uit te voeren. Maar na de oorlog ging zijn gezondheid achteruit, zijn pianistische vakbekwaamheid verminderde en zijn interesse voor klassieke muziek verflauwde.
In zijn laatste levensjaren ontwikkelde Grainger in samenwerking met Burnett Cross de Free Music Machine, een voorloper van de synthesizer.

## Persoonlijkheid
Grainger was in twee opzichten controversieel. Ten eerste was hij een verklaarde sadomasochist en ten tweede was hij ook een verklaarde racist en antisemiet. Deze xenofobie was vol inconsequentie en excentriek: hij bewonderde folkloristische muzikale vormen en was bevriend met Duke Ellington en George Gershwin. Aan de andere kant maakte hij gebruik van een door hem als blue-eyed English genoemde stijl in zijn brieven en zijn muziekhandschriften.
Grainger was ook zijn leven lang een atheïst en was ervan overtuigd dat na zijn dood enkel zijn werk zou overblijven.

## Werk
Grainger verzamelde meer dan 500 folk songs, die de basis vormden voor zijn British Folk Music Settings zoals Contry Gardens, Molly on the Shore, Sheperd's Hey!, Shallow Brown en Irish Tune from County Derry. Hij maakte met regelmaat van zijn werken versies voor andere bezettingen, voor harmonieorkest (Wind Band of Military-Band), voor blaaskwintet (Wind-Quintet) en voor een of twee piano's.

### Werken voor orkest
- 1928 Colonial Song
- In a Nutshell, Suite
- Molly on the Shore, Irish Reel
- The Warriors - Music to an Imaginary Ballet
- The Merry Wedding voor koor en orkest
- Danish Folksong Suite
- Arrival Platform Humlet voor orkest en piano
- Australian Marching Song
- Beaches of Lukannon voor gemengd koor, strijkers en harmonium

### Werken voor harmonieorkest (military band)
- 1901-1902 Hill Song no 1 (oorspronkelijk geschreven voor: 2 piccolofluiten, 6 hobo's, 6 Engelse hoorns, 6 fagotten en contrafagot)
- 1905 Lads of Wamphray March
- 1905 Walking Tune
- 1907 Hill Song no 2 dedicated to Balfour Gardiner; 1929 bewerkt voor: twee fluiten, (ook piccolo), hobo, Engelse hoorn, twee klarinetten, basklarinet, fagot, twee trompetten, hoorn, trombone, bekken, twee harmoniums (of een harmonium en een orgel) en piano
- 1910 Mock Morris
- 1911 The Sussex Mummers' Christmas Carol
- 1911 I’m Seventeen Come Sunday
- 1911 Willow, Willow
- 1912 Sir Eglamore voor gemengd koor en harmonieorkest
- 1914 The Bride’s Tragedy voor gemengd koor en harmonieorkest
- 1916 Arrival Platform Humlet
- 1916 The Warriors
- 1918 Children’s March: "Over the Hills and Far Away"
- 1918 Irish Tune from County Derry
- 1918 Shepherd's Hey
- 1919 Molly on the Shore
- 1923 The Widow’s Party voor mannenkoor en harmonieorkest
- 1928 Colonial Song
- 1937 La Serenade Toscane Opus 3 Nr. 6 van Gabriel Fauré voor harmonieorkest bewerkt door Percy Aldridge Grainger
- 1937 Lincolnshire Posy
  1. Lisbon (Dublin Bay - Sailor’s Song)[2]
  2. Horkstow Grange (The Miser and his Man – a local Tragedy)[3]
  3. Rufford Park Poachers[4]
  4. The Brisk Young Sailor (who returned to wed his True Love)[5]
  5. Lord Melbourne (War Song)[6]
  6. The Lost Lady Found (Dance Song)[7]
- 1938 The Merrie King
- 1939 The Immovable Do
- 1939 The Duke of Marlborough Fanfare
- 1942 The "Gum-Sucker's" March
- 1942 Chorale No. II van Cesar Franck voor harmonieorkest bewerkt door Percy Aldridge Grainger
- 1943 The Power of Rome and the Christian Heart
- 1948 Marching Song Of Democracy, voor gemengd koor en harmonieorkest[8]
- 1949 Ye Banks and Braes o' Bonnie Doon
- 1953 Country Gardens[9]
- 1953 Bell Piece Fantasie op een lied van John Dowland Now, O Now, I Needs Must Part
- 1954 Faeroe Island Dance (Let’s Dance Gay In Green Meadow (Neath The Mould Shall Never Dancer's Tread Go))
- Angelus Ad Virginem
- Australian Up-Country Song
- Down Longford Way

### Kamermuziek
- 1902 The Three Ravens voor bariton Solo, koor en vijf klarinetten
- 1907 Died For Love vocale solist, fluit, klarinet en fagot
- 1912 Walking Tune voor blazerkwintet; later van de componist op verzoek van Leopold Stokowski voor symfonisch blaasorkest bewerkt
- 1938 The Merrie King voor drie klarinetten, fluit, basklarinet, bariton-sax, contrafagot, trompet, hoorn en piano
- Afterword voor koor en koperblazers
- As Sally Sat A’Weeping voor koperkwintet
- Beautiful Fresh Flower voor saxofoontrio

### Werken voor piano
- Always Merry and Bright voor piano 4-handig
- Porgy and Bess Fantasy for two pianos voor 2 piano's

### Vocale muziek
- Agincourt Song voor koor
- Anchor Song voor koor
- At Twilight voor gemengd koor en solo-tenor

## Publicaties
- New York University, College of Fine Arts : Final Examination Music B, Tuesday, 10-12 : Tuesday, May 16, 4-7, Ed. Aud, in: Grainger Society Journal: 13:34-5 1995
- New York University, College of Fine Arts : Music A. A Study of the Manifold Nature of Music : Final Examination; Tuesday, Jan. 17, 1993, 4-7 Room 703, in: Grainger Society Journal: 13:32-4 1995
- The impress of personality in unwritten music, in: Musical Quarterly: 75:1-18 N4 1991
- At Twilight, in: Grainger Society Journal: 10:27-8 N2 1991
- The specialist and the all-round man, in: Grainger Society Journal: 10:28-33 N1 1990